# とみやマーチングフェスティバル
とみやマーチングフェスティバルは、宮城県富谷市で秋に行われる、マーチングバンドの競技会。

## 概要
宮城県内から招待されたバンドをはじめ、市内小中学校、鼓響とおのみや太鼓、とみやマーチングエコーズが演奏と演技を披露する。

## 出場団体
開催年によって、詳細は異なるが、主に宮城県内の招待チームの他、市内小学校金管バンド、宮城県富谷高等学校、とみやマーチングエコーズは、ほとんど毎回参加する
。

## 沿革
- 1989年（昭和64年） - 初回開催[1]
- 2015年（平成27年）9月12日（土）- 2015とみやマーチングフェスティバル開催（予定）

## 期日
- 毎年 9月中旬頃の土曜日
- 開場/12:00、開演/12:50（2015年の例）

## 会場
〒981-3305 宮城県富谷市一ノ関臑合山6-8 富谷スポーツセンター

## 主催
富谷市生涯学習課

## アクセス
- 仙台北部道路/富谷ICより車で約5分
- 東北自動車道泉ICより車で約15分
- 仙台市地下鉄/泉中央駅よりバスで約30分

## 観覧料
- 観覧料　無料（入場無料だが、入場整理券あり、予定座席数を超えての入場はできない。）（2015年は1,200席）